# The Maze of Galious
Knightmare II: The Maze of Galious (魔城伝説II ガリウスの迷宮 Majō Densetsu Tsū: Gariusu no Meikyū?), es una secuela del Juego Knightmare desarrollada por Konami para los ordenadores MSX. Mientras que el primer juego fue un Matamarcianos, The Maze of Galious es un juego de plataformas de vista lateral de pantalla en el que intervienen elementos comunes de los RPG como la obtención de experiencia, la adquisición de objetos y el progreso de los personajes a medida que evoluciona el juego.
Un sistema de códigos permite guardar los avances en el juego.

## Argumento
El jugador controla a Popolon y Aphrodite, entrando en el castillo del diabólico pontífice Galious para liberar el alma de su hijo Pampas, que aún no ha nacido, de sus malvadas garras. Se puede escoger entre  Popolon y Aphrodite, pudiendo alternar entre los dos personajes en cualquier momento. Cada uno tiene habilidades ligeramente diferentes. Popolon rompe las piedras mucho más rápido y abre lagunas puertas pesadas. Afrodita sobrevive más tiempo bajo el agua y puede disparar proyectiles más rápidamente. Si alguno de los personajes muere, el otro tiene la opción de visitar un santuario y pagar un considerable precio por la resurrección, aunque cada personaje solo puede ser resucitado una vez en la partida. A diferencia de los juegos de plataformas típicos, ambos personajes pueden sobrevivir a algunos daños ya que tienen barras de puntos de golpe.

## Legado
La-Mulana es un homenaje a los juegos de MSX en general y a The Maze of Galious en particular, y toma prestados muchos elementos del juego. También contiene un área de bonificación diseñada para parecerse a un nivel de The Maze of Galious, en la que el cartucho MSX del juego original se puede encontrar como un elemento del juego.